# 아쓰나이역
아쓰나이역(일본어: 厚内駅)은 일본 홋카이도 도카치 군 우라호로정에 있는 홋카이도 여객철도의 역이다. 역 번호는 K42이며, 단선 · 섬식의 형태를 합친 복합 구조의 철도 역사이다.

## 역 주변
- 아쓰나이 항
- 아쓰나이 우체국

## 역사
- 1903년 12월 25일 : 개업.
- 1987년 4월 1일 : 민영화에 의해, 홋카이도 여객철도로 이관.

## 인접 정차역
| 홋카이도 여객철도 네무로 본선 | 홋카이도 여객철도 네무로 본선 | 홋카이도 여객철도 네무로 본선 |
| ----------------------------- | ----------------------------- | ----------------------------- |
| K40 우라호로 신토쿠 방면      | 네무로 본선                   | 조쿠베쓰 K43 구시로 방면      |